# No Shame
No Shame – czwarty album studyjny brytyjskiej piosenkarki Lily Allen. Wydawnictwo ukazało się 8 czerwca 2018 roku nakładem wytwórni Parlophone. Promocję albumu rozpoczęto w grudniu 2017 roku, wraz z premierą pierwszego promującego singla – „Trigger Bang”.
Krążek zadebiutował na ósmym miejscu w notowaniu UK Albums Chart, dzięki łącznej sprzedaży 8754 egzemplarzy w pierwszym tygodniu od premiery.

## Lista utworów
| Nr  | Tytuł utworu                         | Autorzy                                       | Produkcja                  | Długość |
| --- | ------------------------------------ | --------------------------------------------- | -------------------------- | ------- |
| 1.  | „Come On Then”                       | Lily Allen, Benjamin Garrett                  | Emre Ramazanoglu, Seb Chew | 3:11    |
| 2.  | „Trigger Bang” (gościnnie: Giggs)    | Allen, Garrett, Nathaniel Thompson            | Fryars                     | 3:32    |
| 3.  | „What You Waiting For”               | AllenDre, Skull, Liana Banks                  | Dre Skull, Samuel Reinhard | 3:07    |
| 4.  | „Your Choice” (gościnnie: Burna Boy) | Allen, Burna Boy, Ari Pen-Smith, P2J          | P2J                        | 3:42    |
| 5.  | „Lost My Mind”                       | Allen, Tim Rice-Oxley                         | Ramazanoglu, Chew          | 3:48    |
| 6.  | „Higher”                             | Allen, Alastair O'Donnell, Daniel London, P2J | P2J                        | 4:08    |
| 7.  | „Family Man”                         | Allen, Garrett                                | Mark Ronson, Fryars        | 3:39    |
| 8.  | „Apples”                             | Allen, Sam Duckworth                          | Allen, Jack Nichols-Marcy  | 3:40    |
| 9.  | „Three”                              | Allen, Garrett                                | Fryars                     | 3:38    |
| 10. | „Everything To Feel Something”       | Allen, Garrett, Eliza Caird, Jenna Andrews    | Fryars                     | 4:57    |
| 11. | „Waste” (gościnnie: Lady Chann)      | Allen, Lady Chann, Ellis Taylor, Tim Deal     | Show N Prove               | 3:31    |
| 12. | „My One”                             | Allen, Ezra Koenig, Michael Tucker            | Ronson, Koenig, Bloodpop   | 2:58    |
| 13. | „Pushing Up Daisies”                 | Allen, Cass Lowe                              | Lowe                       | 3:45    |
| 14. | „Cake”                               | Allen, Taylor                                 | Show N Prove               | 3:28    |
|     |                                      |                                               |                            | 51:04   |

## Notowania
| Lista przebojów (2018)            | Najwyższa pozycja |
| --------------------------------- | ----------------- |
| Australia (ARIA Charts)           | 8                 |
| Belgia (Ultratop Flandria)        | 41                |
| Belgia (Ultratop Walonia)         | 68                |
| Francja (SNEP)                    | 137               |
| Holandia (MegaCharts)             | 68                |
| Irlandia (IRMA)                   | 20                |
| Niemcy (Media Control Charts)     | 65                |
| Nowa Zelandia (Recorded Music NZ) | 40                |
| Szkocja (OCC)                     | 8                 |
| Stany Zjednoczone (Billboard 200) | 168               |
| Szwajcaria (Alben Top 100)        | 26                |
| Wielka Brytania (OCC)             | 8                 |